# Aeroportul Aranuka
Aeroportul Aranuka (IATA: AAK, ICAO: NGUK) este un aeroport din Buariki⁠(d), Kiribati ce deservește zona Aranuka⁠(d). A fost numit după zona deservită.
Situat la o altitudine de 2 m, aeroportul dispune de o singură pistă.